# Gnophaela disjuncta
Gnophaela disjuncta är en fjärilsart som beskrevs av Edwards 1885. Gnophaela disjuncta ingår i släktet Gnophaela och familjen björnspinnare. Inga underarter finns listade i Catalogue of Life.